# Holstebro Boldklub
Holstebro Boldklub (HB) er en fodboldklub fra den vestjyske by Holstebro, hvis bedste hold spiller i 2 division 2020-2021.
Klubben blev stiftet den 21. marts 1921, da Johannes Nielsen indkaldte til møde på byens afholdshotel. Johannes Nielsen blev selv klubbens første formand. Bestyrelsen bestod derudover af købmand Bjerrehus, gartner Rasmussen, cigarmager Ottow, bager Jensen, cigarmager Laursen og slagteriarbejder Ejner Skød. To år senere blev Otto Ottow formand, bogholder Krunderup kasserer og direktør Alfred Nørgaard (også kendt under tilnavnet "Asse") sekretær.
Selv om HB på få år vandt B-rækken, A-rækken, mellemrækken og i 1926 rykkede op i mesterrækken, var det ikke nogen dans på roser det hele. Allerede på daværende tidspunkt søgte de bedste spillere til bedre klubber, som dengang var Herning Fremad, der allerede befandt sig i mesterrækken. Derfor blev HB's første besøg i mesterrækken kun på ét år.
Holstebro Boldklub vandt i 1999 det officielle danske mesterskab i indendørs fodbold. Holdet bestod af følgende spillere: Claus Kjærgaard, Claus Bille, Rasmus Jessen, sportschef Jørn Hornshøj, Kim Jacobsen, Morten Kirk, Ole Storm og Per Andersen.
Klubbens højeste placering blev opnået i 1997 med en 5. plads i 1. division.
Holstebro Boldklub spiller i hvide trøjer, blå shorts og røde strømper.

## Tidligere profiler i klubben
Den legendariske målmand Peer Lauritsen spillede over 400 kampe for klubben. Holstebro Boldklub har gennem tiden fostret flere spillere, der efterfølgende har haft succes i dansk og international topfodbold: Jakob Kjeldbjerg (bl.a. Chelsea F.C), Jens Risager (bl.a Brøndby IF), Bo Hansen (bl.a. Brøndby IF og engelske Bolton Wanderers), Kim Kristensen (bl.a. FC Midtjylland, Herfølge og Vejle, Claus Bech Jørgensen, Morten Skoubo (bl.a. FC Midtjylland, Brøndby IF, Mönchengladbach og Real Sociedad) og Søren Krogh (bl.a. Brøndby IF).

## Ekstern kilde/henvisning
- Holstebro Boldklub – Officiel hjemmeside